# Temporada 1946-47 de los Chicago Stags
La Temporada 1946-47 fue la primera de los Chicago Stags en la BAA. La temporada regular acabó con 39 victorias y 22 derrotas, ocupando el primer puesto de la División Oeste, clasificándose para los playoffs en los que resultaron subcampeones, tras perder en las finales ante los Philadelphia Warriors.

## Temporada regular
| # | División Este       | División Este | División Este | División Este | División Este |
| # | Equipo              | G             | P             | %             | PD            |
| - | ------------------- | ------------- | ------------- | ------------- | ------------- |
| 1 | x-Chicago Stags     | 39            | 22            | .639          | –             |
| 2 | x-St. Louis Bombers | 38            | 23            | .623          | 1             |
| 3 | x-Cleveland Rebels  | 30            | 30            | .500          | 8.5           |
| 4 | Detroit Falcons     | 20            | 40            | .333          | 18.5          |
| 5 | Pittsburgh Ironmen  | 15            | 45            | .250          | 23.5          |

## Playoffs

### Semifinales
(E1) Washington Capitols vs. (O1) Chicago Stags: Stags gana las series 2-4
- Partido 1 @ Washington: Washington 65, Chicago 81
- Partido 2 @ Washington: Washington 53, Chicago 69
- Partido 3 @ Chicago: Chicago 67, Washington 55
- Partido 4 @ Washington: Washington 76, Chicago 69
- Partido 5 @ Chicago: Chicago 55, Washington 67
- Partido 6 @ Chicago: Chicago 66, Washington 61

### Finales
Philadelphia Warriors vs. Chicago Stags: Warriors gana las series 4-1
- Partido 1 @ Philadelphia: Philadelphia 84, Chicago 71
- Partido 2 @ Philadelphia: Philadelphia 85, Chicago 74
- Partido 3 @ Chicago: Philadelphia 75, Chicago 72
- Partido 4 @ Chicago: Chicago 74, Philadelphia 73
- Partido 5 @ Philadelphia: Philadelphia 83, Chicago 80

## Estadísticas
| Rk | Jugador           | Edad | P  | PT | MP | TC  | TCI  | %TC  | 3P | 3PI | %3P | TL  | TLI | %TL  | RO | RD | RT | AS  | RB | TAP | BP | FP  | PTS  |
| 1  | Max Zaslofsky     | 21   | 61 |    |    | 5.5 | 16.7 | .329 |    |     |     | 3.4 | 4.6 | .737 |    |    |    | 0.7 |    |     |    | 2.0 | 14.4 |
| 2  | Chick Halbert     | 27   | 61 |    |    | 4.6 | 15.0 | .306 |    |     |     | 3.5 | 5.8 | .598 |    |    |    | 0.8 |    |     |    | 2.6 | 12.7 |
| 3  | Don Carlson       | 27   | 59 |    |    | 4.6 | 14.3 | .322 |    |     |     | 1.5 | 2.7 | .541 |    |    |    | 1.0 |    |     |    | 3.1 | 10.7 |
| 4  | Tony Jaros        | 26   | 59 |    |    | 3.0 | 10.4 | .289 |    |     |     | 2.2 | 3.1 | .707 |    |    |    | 0.5 |    |     |    | 2.6 | 8.2  |
| 5  | Mickey Rottner    | 27   | 56 |    |    | 3.4 | 11.7 | .290 |    |     |     | 0.8 | 1.4 | .544 |    |    |    | 1.7 |    |     |    | 1.9 | 7.6  |
| 6  | Jim Seminoff      | 24   | 60 |    |    | 3.1 | 9.8  | .314 |    |     |     | 1.2 | 2.2 | .546 |    |    |    | 1.1 |    |     |    | 2.6 | 7.3  |
| 7  | Wilbert Kautz     | 31   | 50 |    |    | 2.1 | 8.4  | .255 |    |     |     | 0.8 | 1.5 | .534 |    |    |    | 0.7 |    |     |    | 2.3 | 5.1  |
| 8  | Chet Carlisle     | 30   | 51 |    |    | 2.0 | 7.3  | .268 |    |     |     | 1.1 | 1.8 | .609 |    |    |    | 0.3 |    |     |    | 2.7 | 5.0  |
| 9  | Doyle Parrack     | 25   | 58 |    |    | 1.9 | 7.1  | .266 |    |     |     | 0.9 | 1.4 | .650 |    |    |    | 0.3 |    |     |    | 1.3 | 4.7  |
| 10 | Chuck Gilmur      | 24   | 51 |    |    | 1.5 | 5.0  | .300 |    |     |     | 0.5 | 1.3 | .394 |    |    |    | 0.4 |    |     |    | 2.7 | 3.5  |
| 11 | Bill Davis        | 25   | 47 |    |    | 0.7 | 3.1  | .240 |    |     |     | 0.3 | 0.9 | .341 |    |    |    | 0.2 |    |     |    | 2.0 | 1.8  |
| 12 | Bob Duffy         | 24   | 11 |    |    | 0.5 | 2.3  | .200 |    |     |     | 0.1 | 0.3 | .333 |    |    |    | 0.0 |    |     |    | 1.2 | 1.0  |
| 13 | Buck Sydnor       | 25   | 15 |    |    | 0.3 | 1.7  | .192 |    |     |     | 0.3 | 0.7 | .500 |    |    |    | 0.0 |    |     |    | 0.4 | 1.0  |
| 14 | Garland O'Shields | 25   | 9  |    |    | 0.2 | 1.2  | .182 |    |     |     | 0.0 | 0.2 | .000 |    |    |    | 0.1 |    |     |    | 0.9 | 0.4  |
| 15 | Bob Rensberger    | 25   | 3  |    |    | 0.0 | 2.3  | .000 |    |     |     | 0.0 | 0.0 |      |    |    |    | 0.0 |    |     |    | 1.3 | 0.0  |
| 16 | Norm Baker        | 23   | 4  |    |    | 0.0 | 0.3  | .000 |    |     |     | 0.0 | 0.0 |      |    |    |    | 0.0 |    |     |    | 0.0 | 0.0  |